# Pierrevillers
Pierrevillers é uma comuna francesa na região administrativa do Grande Leste, no departamento de Mosela. Estende-se por uma área de 5.83 km², e possui 1.508 habitantes, segundo o censo de 2018, com uma densidade de 260 hab/km².